# ダービーボール
ダービーボールは、イマジニアが発売した電子ゲーム。

## 概要
ダービーボールは、馬を育成する育成シミュレーションゲームである。また、競馬に出場させて競わせることもでき、赤外線通信を用いて対戦することが可能である。ゲーム機本体は眼球を模して作られており、白い球体に血管が走る、グロテスクな外観となっている。また、迷彩色のものも発売された。同社の開発したゲームシリーズ、メダロットのコミック版にも登場した。